# Konrad-Martin-Kreuz

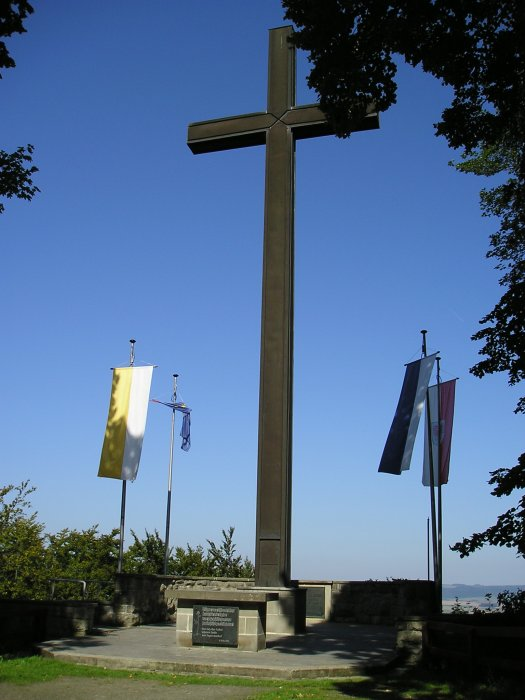
Konrad-Martin-Kreuz auf dem Hülfensberg

Das Konrad-Martin-Kreuz ist ein stählernes Kreuz auf dem Hülfensberg bei Geismar im Landkreis Eichsfeld in Thüringen. 

## Geschichte
Baubeginn war im Mai 1933, am 7. August 1933 wurde das Kreuz in Erinnerung an den Bischof Konrad Martin eingeweiht. Konrad Martin wurde in Geismar am Fuße des Hülfensberges geboren und hatte die Franziskaner auf den Wallfahrtsberg geholt. Das Kreuz besteht aus einer 4500 kg schweren Stahlkonstruktion, hat eine Höhe von 18,6 Meter und steht auf einem Sockel. An der Nordseite sind Glühbirnen angebracht, die nachts das Kreuz erleuchten lassen.  Die DDR-Verantwortlichen wollten ein Abschalten der Beleuchtung erreichen, da das erleuchtete Kreuz nachts eine Orientierung für mögliche Flüchtlinge aus der DDR im nahen Grenzgebiet sein konnte. 1991 erfolgte eine umfangreiche Restaurierung des Kreuzes.
Vom Standort des Kreuzes am nördlichen Hülfensbergplateau hat man eine weite Aussicht auf das südliche Eichsfeld.